# Neolophonotus pusillus
Neolophonotus pusillus là một loài ruồi trong họ Asilidae. Neolophonotus pusillus được Londt miêu tả năm 1988. Loài này phân bố ở vùng nhiệt đới châu Phi.